# Rocky Linux
A Rocky Linux egy Linux-disztribúció, amelyet a Rocky Enterprise Software Foundation fejlesztett ki, amely egy magántulajdonban lévő jótékonysági alapítvány, amely "öncélú nonprofit szervezetként" írja le magát. Célja, hogy egy downstream, teljes bináris kompatibilis kiadás legyen a Red Hat Enterprise Linux (RHEL) operációs rendszer forráskódjával. A projekt célja egy közösség által támogatott, stabil, vállalati operációs rendszer biztosítása. A Rocky Linux, valamint a Red Hat Enterprise Linux és a SUSE Linux Enterprise népszerűvé vált a vállalati operációs rendszerekben.
A Rocky Linux első kiadásra jelölt verziója 2021. április 30-án, az első általánosan elérhető verziója pedig 2021. június 21-én jelent meg. A Rocky Linux 8 2029 májusáig lesz támogatott.

## Története
2020. december 8-án a Red Hat bejelentette, hogy leállítja a CentOS fejlesztését, amely a Red Hat Enterprise Linux stabil, nem hivatalos változata volt, és azt átalakítja egy upstream kiadásra "CentOS Stream" néven. Válaszul Gregory Kurtzer, a Rocky Linux támogatási szolgáltató CIQ vezérigazgatója és a CentOS egyik eredeti létrehozója bejelentette, hogy új projektbe kezd a CentOS eredeti céljainak elérése érdekében. Nevét a CentOS korai társalapítója, Rocky McGaugh előtt tisztelegve választották. December 12-re a Rocky Linux git tárolója a GitHub legnépszerűbb repójává vált.
2020. december 22-én a Rocky Linux közösség menedzsere, Jordan Pisaniello bejelentette, hogy a kezdeti kiadás célpontja 2021 márciusa és májusa között van. 2021. január 20-án bejelentették, hogy egy teszt tárolók február végéig elérhetővé tesznek a nyilvánosság számára, és 2021 márciusának végére a megjelenésre jelöltet is várják. Ezt a dátumot azonban kissé kitolták, és 2021. április 30-án hivatalosan is megjelent az első RC (kiadásra szánt) változat. 2021. június 4-én adták ki a 8.4-es verzió második verzióját, a stabil kiadás előtti utolsót. A magas verziószám az RHEL verziószámán alapul. A Rocky Linux az RHEL klónja, amellyel binárisan kompatibilis, és már számos nagy, pénzügyileg erős szponzor támogatja. 2021. június 21-én megjelent a Rocky Linux 8.4 stabil kiadása "Green Obsidian" kódnéven.
A Rocky Linux 9.0 2022. július 14-én jelent meg a „Peridot” nevű új reprodukálható build rendszerrel együtt, amelyet annak biztosítására hoztak létre, hogy a közösség könnyen létrehozhasson új RHEL forkokat, ha a Rocky Linux valaha is megszűnne, valamint így a Rocky Linux projekt új kiadásai gyorsabban tudnak megjelenni. A Rocky Linux 9.0 egyben az első verzió, amely támogatja a little endian PowerPC processzorokat és az IBM Z (s390x) nagyszámítógépeket.
A Rocky Linux 10.0 "Red Quartz" 2025. június 11-én jelent meg.

## Kiadások
A Rocky Enterprise Software Foundation által kiadott egyes ISO-képeknek nincs közvetlen RHEL megfelelője. Különleges célokra jönnek létre, például élő rendszerindító kép vagy csökkentett méretű telepítési adathordozó biztosítására.
| Verzió | Kódnév         | Kiadási dátum | Kernel          | Architektúra                              |
| ------ | -------------- | ------------- | --------------- | ----------------------------------------- |
| 8.4    | Green Obsidian | 2021-06-21    | 4.18.0-305      | x86-64, ARM64                             |
| 8.5    | Green Obsidian | 2021-11-15    | 4.18.0-348      | x86-64, ARM64                             |
| 8.6    | Green Obsidian | 2022-05-16    | 4.18.0-372.9.1  | x86-64, ARM64                             |
| 8.7    | Green Obsidian | 2022-11-14    | 4.18.0-425.3.1  | x86-64, ARM64                             |
| 8.8    | Green Obsidian | 2023-05-20    | 4.18.0-477.10.1 | x86-64, ARM64                             |
| 8.9    | Green Obsidian | 2023-11-22    | 4.18.0-513.5.1  | x86-64, ARM64                             |
| 8.10   | Green Obsidian | 2024-05-30    | 4.18.0-553      | x86-64, ARM64                             |
| 9.0    | Blue Onyx      | 2022-07-14    | 5.14.0-70.13.1  | x86-64-v2, ARM64, ppc64le, s390x          |
| 9.1    | Blue Onyx      | 2022-11-26    | 5.14.0-162.6.1  | x86-64-v2, ARM64, ppc64le, s390x          |
| 9.2    | Blue Onyx      | 2023-05-16    | 5.14.0-284.11.1 | x86-64-v2, ARM64, ppc64le, s390x          |
| 9.3    | Blue Onyx      | 2023-11-20    | 5.14.0-362.8.1  | x86-64-v2, ARM64, ppc64le, s390x          |
| 9.4    | Blue Onyx      | 2024-05-09    | 5.14.0-427.13.1 | x86-64-v2, ARM64, ppc64le, s390x          |
| 9.5    | Blue Onyx      | 2024-11-19    | 5.14.0-503.14.1 | x86-64-v2, ARM64, ppc64le, s390x          |
| 9.6    | Blue Onyx      | 2025-06-04    | 5.14.0-570.17.1 | x86-64-v2, ARM64, ppc64le, s390x          |
| 10.0   | Red Quartz     | 2025-06-11    | 6.12.0-55.12.1  | x86-64-v3, ARM64, ppc64le, s390x, riscv64 |

## Fordítás
Ez a szócikk részben vagy egészben  a   Rocky Linux című angol Wikipédia-szócikk ezen változatának fordításán alapul.  Az eredeti cikk szerkesztőit annak laptörténete sorolja fel. Ez a jelzés csupán a megfogalmazás eredetét és a szerzői jogokat jelzi, nem szolgál a cikkben szereplő információk forrásmegjelöléseként.